# Ludovic Morlot
Ludovic Morlot (Lyon, 11 décembre 1973) est un chef d'orchestre français. Il a été le directeur musical de l'Orchestre symphonique de Seattle de la saison 2011-2012 à la saison 2018-2019. Depuis septembre 2022, il est chef d'orchestre titulaire de l'Orquestra Simfònica de Barcelona i Nacional de Catalunya (OBC) à Barcelone. 

## Formation
Morlot s'est tôt formé au violon. Plus tard, il fréquente la Royal Academy of Music à Londres et commence ses études en direction d'orchestre toujours à Londres, en 1994, où ses maîtres sont notamment Colin Davis, George Hurst et Colin Matters. Au Royal College of Music, il est chef adjoint avec Norman Del Mar. Aux États-Unis, il se perfectionne à l'école de chef d'orchestre Pierre Monteux. Il partage la direction avec Seiji Ozawa lors du festival de Tanglewood en 2001.

## Carrière
De 2002 à 2004, Ludovic Morlot est chef d'orchestre en résidence de l'Orchestre national de Lyon (ONL) avec David Robertson, où ses responsabilités comprennent la direction de l'ONL et des deux orchestres de jeunes. De 2004 à 2007, il est chef assistant de l'Orchestre symphonique de Boston, qu'il dirige pour la première fois en concerts d'abonnement, en avril 2005.
Le travail de Ludovic Morlot dans le domaine de la musique contemporaine, lui permet de diriger les créations américaines de Gondwana de Tristan Murail, en janvier 2009 ; Helios Choros II (Dieu du Soleil Danseurs) d'Augusta Read Thomas, en octobre 2009, et la première mondiale d’Instances, la dernière œuvre orchestrale d'Elliott Carter.

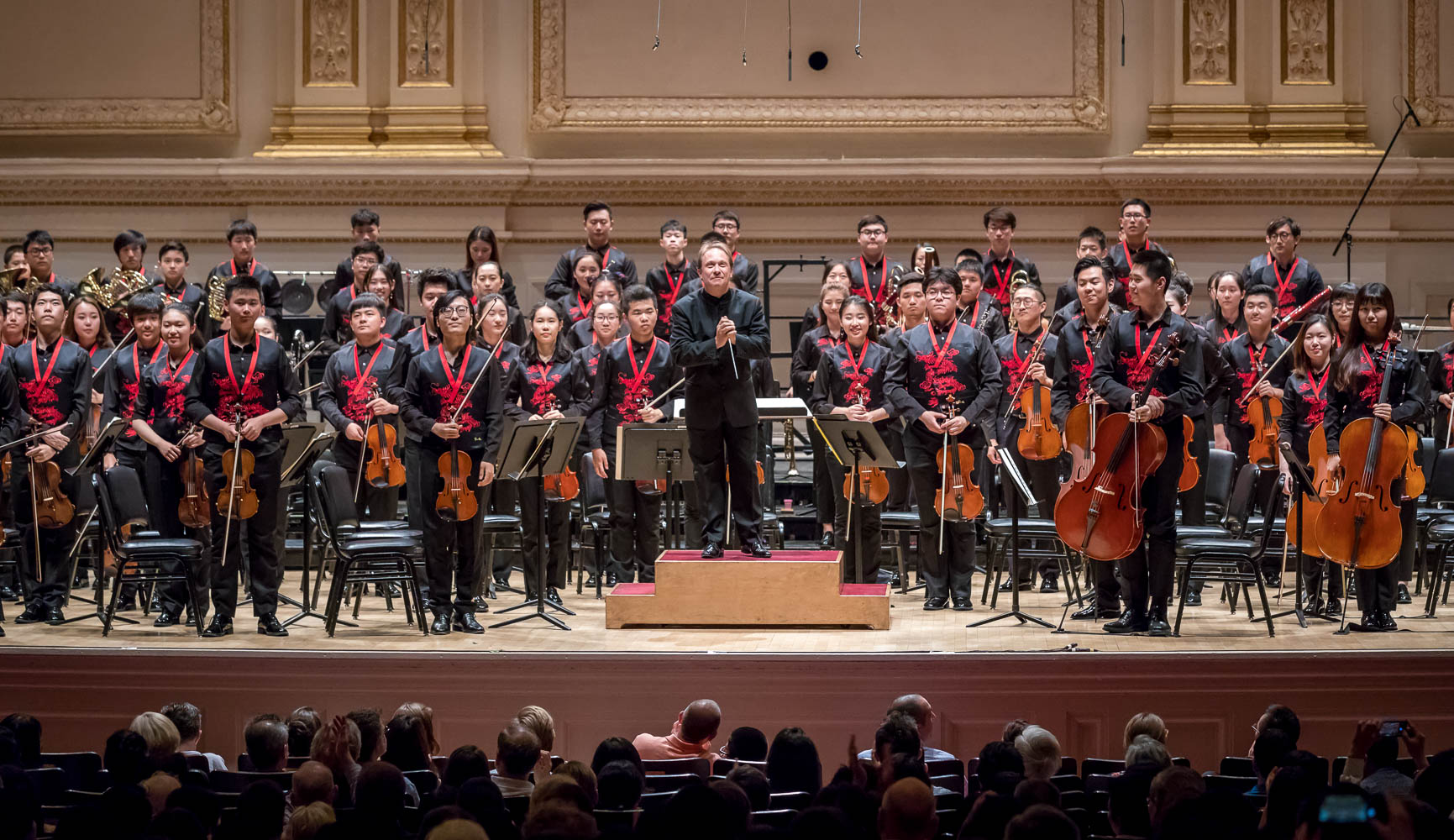
Ludovic Morlot avec l'Orchestre national des Jeunes de Chine au Carnegie Hall, le 22 juillet 2017.

Ludovic Morlot est invité par l'orchestre symphonique de Seattle pour la première fois en octobre 2009. Sa deuxième apparition en tant que chef invité a lieu en avril 2010, pour remplacer un chef d'orchestre à la suite de l'éruption de l'Eyjafjallajökull, où il a dirigé un nouveau programme, préparé avec l'orchestre en très peu de temps de répétitions. En juin 2010, l'orchestre symphonique de Seattle annonce la nomination de Morlot en tant que 15e directeur de la musique, à compter de la saison 2011–2012, pour un premier contrat de six ans. Il occupe le poste de directeur musical désigné, au cours de la saison précédente en 2010–2011. En juillet 2015, l'orchestre annonce la prolongation du contrat de Morlot jusqu'à la saison 2018–2019, et le 21 avril 2017, l'orchestre annonce que Morlot doit conclure son d'administration de l'orchestre symphonique de Seattle à la fin de la saison 2018–2019.
Ludovic Morlot effectue sa première direction en tant que chef invité à La Monnaie, en 2011. Au mois de juin, La Monnaie annonce sa nomination en tant que prochain directeur de la musique, pour la saison 2012–2013, avec un premier contrat de cinq ans. Le Seattle et Bruxelles représentent respectivement les premiers postes de directeur de musique d'un orchestre et d'une compagnie d'opéra de Morlot. En décembre 2014, citant des différences artistiques, Morlot démissionne de la direction au théâtre de La Monnaie, à compter du 31 décembre 2014, il écrit : « Je sens que l'orchestre et moi-même ne sommes pas parvenus à une vision artistique, et par conséquent, par souci de leur développement ainsi que la mienne, j'ai pris cette décision ».
En 2015, Morlot est nommé avec l'orchestre symphonique de Seattle pour un Grammy Award dans la catégorie « Meilleure performance d'orchestre » pour l'enregistrement de la première symphonie et d'autres œuvres d'Henri Dutilleux. La deuxième symphonie, en 2016 a également remporté une nomination. L'orchestre et son directeur musical annoncent en avril 2017 qu'il quitte son poste à la fin de la saison 2018-2019.
Morlot a dirigé l'Orchestre national des jeunes de Chine au cours de sa première tournée de concerts en 2017, qui comprenait un spectacle à guichets fermés avec Yuja Wang à Carnegie Hall.
En 2021, il est nommé directeur musical de l'Orchestre symphonique de Barcelone et national de la Catalogne à compter de septembre 2022. En 2024, il est prolongé à ce poste jusqu'au terme de la saison 2027-2028.

## Vie personnelle
Morlot, sa femme Ghizlane et leurs deux filles, Nora et Iman, résident à Los Angeles. En mars 2012, Morlot est nommé professeur affilié de la musique à l'Université de Washington (UW). Pendant l'année universitaire 2013–2014, Morlot devient le président des études de direction d'orchestre à l'université du Wisconsin. En 2014, il est élu compagnon de la Royal Academy of Music « en reconnaissance de son importante contribution à la musique. »

## Discographie
- Dutilleux, Symphonie no 1 ; The Shadows of Time ; Concerto pour violoncelle « Tout un monde lointain » - Xavier Phillips, violoncelle (14 et 18 septembre, 30 octobre, 13, 15-18 novembre 2012, Seattle Symphony Media SSM 1002) (OCLC 910513565)
- Dutilleux, Symphonie no 2 « Le double » ; Métaboles ; Concerto pour violon « L'arbre des songes » - Augustin Hadelich, violon (juin/septembre/novembre 2014, Seattle Symphony Media SSM 1001) (OCLC 960043212)
- Dutilleux, Timbres, espace, mouvement ; Sur le même accord ; Mystère de l'instant - Orchestre symphonique de Seattle, dir. Ludovic Morlot (9 novembre 2015, 22 mars, 22, 28 et 30 avril 2016, Seattle Symphony Media SSM 1012)[25] (OCLC 1001811608)
- Berlioz, Requiem, Seattle Symphony Choral ; Seattle Pro Musica, Kenneth Taver, ténor, 2 CD Seattle Symphony Media 2018
- Dalbavie, La Source d'un regard, Concerto pour hautbois, Concerto pour flûte, Concerto pour violoncelle - Orchestre symphonique de Seattle, dir. Ludovic Morlot (27, 28, 29 septembre 2018, 11 et 13 octobre, et 22 mars 2019, Seattle Symphony Media SSM 1022)